# Sumber (Pangkur)
Sumber is een bestuurslaag in het regentschap Ngawi van de provincie Oost-Java, Indonesië. Sumber telt 1378 inwoners (volkstelling 2010).